# Tiffany Porter
Tiffany Porter, född Ofili den 13 november 1987 i Ypsilanti, Michigan, är en brittisk-amerikansk friidrottare, specialiserad på häcklöpning och tävlande för Storbritannien. Hon har tävlat även i längdhopp. 
Hennes personbästa på 100 meter häck är 12,51 sekunder från 2014. Samma år tog hon guld på distansen vid EM i Zürich.
Porter är gift med den amerikanske häcklöparen Jeff Porter. Hon är äldre syster till Cindy Ofili, som också är häcklöpare. Båda systrarna deltog i finalen på 100 meter häck vid OS 2016, där Cindy Ofili drog det längsta strået med en fjärdeplats, medan systern kom på sjunde plats.